# Crucianella sintenisii
Crucianella sintenisii là một loài thực vật có hoa trong họ Thiến thảo. Loài này được Bornm. mô tả khoa học đầu tiên năm 1903.